# أرسينيو لوزاردو
أرسينيو لوزاردو (بالإسبانية: Arsenio Luzardo)‏ هو لاعب كرة قدم أوروغواياني في مركز الوسط، ولد في 3 سبتمبر 1959 في ترینتا اي ترس ‏ في الأوروغواي. شارك مع منتخب الأوروغواي تحت 20 سنة لكرة القدم ومنتخب الأوروغواي لكرة القدم. أما مع النوادي، فقد لعب مع ريكرياتيفو ونادي سول وناسيونال مونتيفيديو.

## وصلات خارجية
- أرسينيو لوزاردو على موقع الاتحاد الدولي (مؤرشف)  (الإنجليزية)
- أرسينيو لوزاردو على موقع دوري كوريا الجنوبية (الإنجليزية)
- أرسينيو لوزاردو على موقع ناشيونال فوتبول تيمز (الإنجليزية)